# Echinogorgia noumea
Echinogorgia noumea is een zachte koraalsoort uit de familie Plexauridae. De koraalsoort komt uit het geslacht Echinogorgia. Echinogorgia noumea werd in 1999 voor het eerst wetenschappelijk beschreven door Grasshoff. 